# برص فوده
برص علبة أو برص فوده، (الاسم العلمي: Hemidactylus foudaii) ، هو أحد أنواع فصيلة برصيات، وضع الاسم على شرف الاستشاري البيئي مصطفى فوده.